# イグレイン
イグレイン（Igraine, イグレーヌとも）は、アーサー王伝説の登場人物。ユーサー・ペンドラゴン（Uther Pendragon）の妻、アーサー王の母である。
実はコーンウォール公・ゴルロイス（Gorlois）の妻であり、ユーサーがイグレインに一目惚れ、魔術師マーリンの助けでゴルロイスに化け、生まれた非嫡出児はのちにアーサー王となったという。後にユーサーと結婚した。
彼女とゴルロイスとの間の子供はモルゴース、モーガン・ル・フェイ、エレイン。